# Traugott Tamm

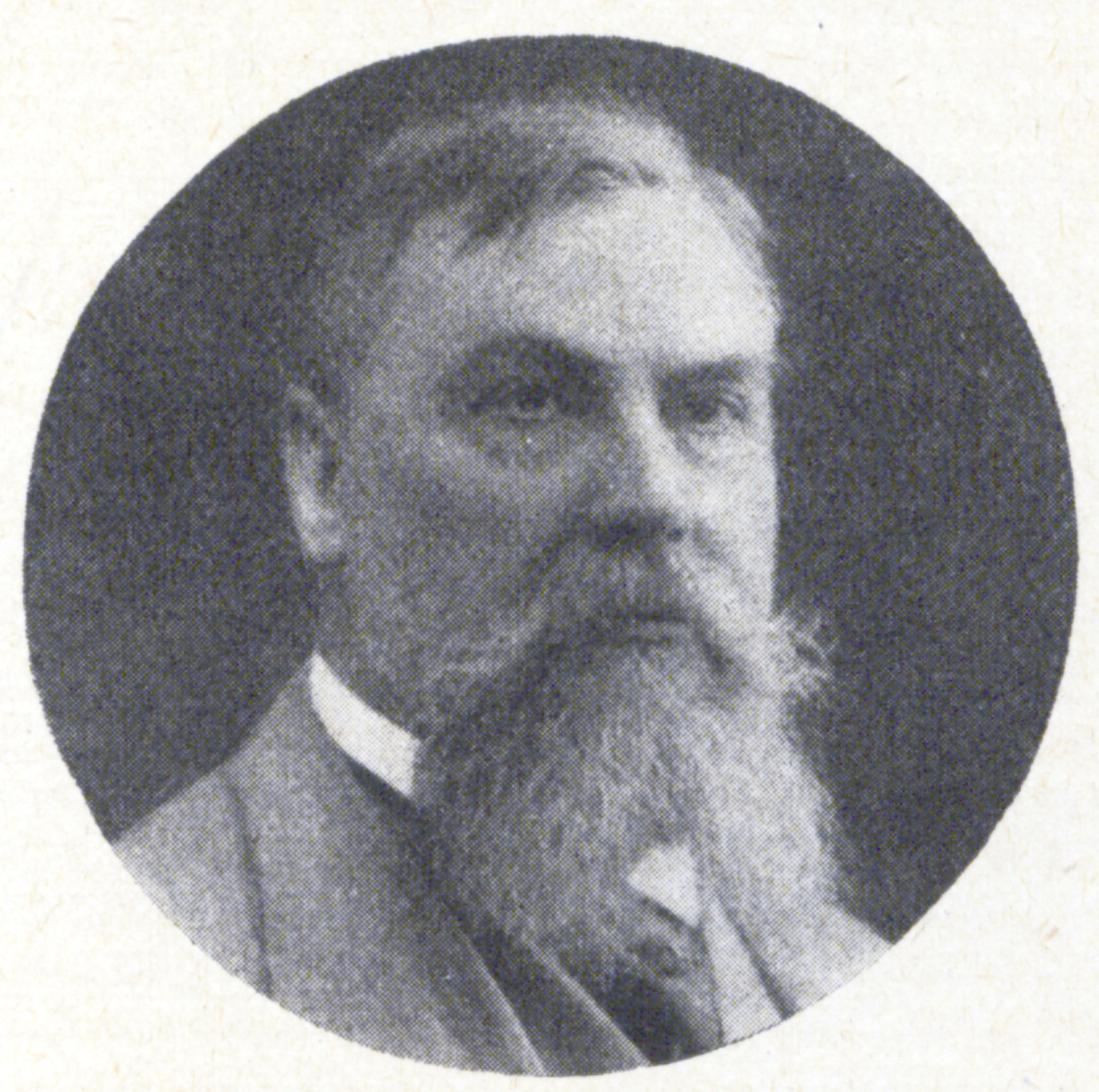
Traugott Tamm

Traugott Tamm (* 22. Oktober 1860 in Eddelak/Süderdithmarschen; † 27. Juli 1938 in Ratzeburg) war ein deutscher Romanschriftsteller, Übersetzer und Ethnologe.  

## Leben
Traugott Tamm war das vierte von acht Kindern des Pastors und theologischen Schriftstellers Heinrich Tamm und seiner aus der weitverzweigten holsteinischen Pastorenfamilie Hasselmann stammenden Ehefrau. Bis zu seinem vierten Lebensjahr wuchs Traugott in Eddelak auf; 1864 übersiedelte die Familie nach Angeln, wo der Vater eine Pfarrstelle in Großsolt und Kleinsolt übernahm und der Junge von den niederdeutschen, plattdänischen und englischen Einflüssen in der Region geprägt wurde.
Nach dem Besuch des Alten Gymnasiums in Flensburg von Ostern 1874 bis 1880 studierte Tamm Philosophie, Geschichte, Ethnographie und Erdkunde in München und Kiel. Im Jahr 1885 legte er mit einem Zeugnis 1. Grades das Oberlehrerexamen ab. Es folgte das Probejahr als Lehrer an seiner ehemaligen Schule. Da ihm danach keine Anstellung in Aussicht gestellt wurde, war Tamm einige Jahre als Hauslehrer tätig und ging unter anderem für eine Zeit nach Bukarest, um seine ethnographischen Studien zu vertiefen.
Mit einer Arbeit über die Anfänge des Erzbistums Hamburg-Bremen wurde er 1888 an der Universität Jena promoviert.
Tamms Studie „Über den Ursprung der Rumänen“ von 1891, lenkte die Aufmerksamkeit der rumänischen Akademie der Wissenschaften auf ihn und trug ihm 1895 die Ernennung zum Sekretär des rumänischen Königspaares Karl I. und Elisabeth  ein. Die Jahre am Königshof ermöglichten es ihm, an Reisen nach Skandinavien, Schottland, Frankreich, Italien, Österreich-Ungarn sowie in die Schweiz und die Türkei teilzunehmen. Nachhaltigen Einfluss auf Tamms schriftstellerische Tätigkeit, die zuvor schon durch seinen Vater geprägt worden war, hatte die Schriftstellerin Mite Kremnitz, Ehefrau des Leibarztes der Königsfamilie und Freundin von Königin Elisabeth, ebenfalls Schriftstellerin unter dem Pseudonym Carmen Sylva. Noch in Rumänien schrieb Tamm sein erstes Werk, den Doppelband Im Lande der Jugend und Im Lande der Leidenschaft.
1903 kehrte er – inzwischen verheiratet mit einer Siebenbürger Sächsin aus einer evangelischen Pfarrersfamilie und Vater eines Sohnes – nach Deutschland zurück. Zunächst lebte die Familie in Berlin, ab 1908 dann in Ratzeburg.
Tamm war nicht nur als Schriftsteller, sondern auch als Übersetzer tätig. Insbesondere übertrug er englische Literatur ins Deutsche. In den 1920er Jahren veröffentlichte er eine Reihe von Aufsätzen mit topographischen Inhalten unter dem Titel Lauenburgische Heimatbilder.
Im Jahr 1906 wurde er mit dem Bauernfeld-Preis, einem österreichischen Literaturpreis, der von 1894 bis 1923 vergeben wurde, ausgezeichnet. 

## Werke (Auswahl)
- Die Anfänge des Erzbistums Hamburg-Bremen. Neuenhahn, Jena 1888 (zugl. Jena, Univ., Diss., 1888).
- Über den Ursprung der Rumänen: ein Beitrag zur Ethnographie Südosteuropas. Strauß, Bonn 1891.
- Im Lande der Jugend. Concordia, Berlin 1905.
- Im Lande der Leidenschaft. Berlin 1906.
- Gül Hanum. (1907)
- Im Föhn. (1907)
- Heddas Freier. Schauspiel in 4 Akten. Concordia, Berlin 1907.
- Auf Wache und Posten. Roman aus dem siebenbürger Volksleben. Berlin 1909.
- Die Hingstberger. Langen, München 1913.
- Geert Holdts Brautschau. Leipzig 1920.
- Die zwei Nationen. Verlag des Bibliographischen Instituts, Leipzig 1920.
- Haus Thormälen. Zeitroman. Westermann, Braunschweig 1922.
- Der alte deutsche Gott. Geschichtlicher Roman in 5 Büchern. Köslin 1924.

Übersetzung:
- William Le Queux: Der Einfall der Deutschen in England. Concordia, Berlin 1914.